# Liste de jeux Windows (L)
Cette liste de jeux Windows dont le titre commence par la lettre L recense des jeux vidéo sortis sur le système d'exploitation Windows pour PC.
Pour un souci de cohérence, la liste utilise les noms français des jeux, si ce nom existe.
Cette liste est découpée, il est possible de naviguer entre les pages via le sommaire.
- L.A. Noire
- L.A. Rush
- Là-haut
- La-Mulana
- Lab, The
- Labyrinth of Time, The
- Ladykiller in a Bind
- Land of the Dead: Road to Fiddler's Green
- Lander
- Landmark
- Lands of Lore: Guardians of Destiny
- Lands of Lore 3
- Langrisser II
- Langrisser III
- Langrisser Schwarz
- Lapin Malin Maternelle : Petite Section - Le Monde enchanté
- Lapin Malin Maternelle : Moyenne Section - Sauvons les étoiles
- Lapin Malin Maternelle : Grande Section - Rebondissement à Ballonville
- Lapin Malin CP : Turbulences à Edenville
- Lapin Malin CE1 : Le Défi des pirates
- Lapin Malin : Le Globe magique
- Lapin Malin : L'Île aux pirates
- Lapin Malin : J'apprends l'anglais
- Lapin Malin : J'apprends à lire
- Lapin Malin : Voyage au pays de la lecture
- Lapins Crétins, The : La Grosse Aventure
- Lara Croft and the Guardian of Light
- Lara Croft and the Temple of Osiris
- Lara Croft Go
- Largo Winch : Aller simple pour les Balkans
- Larn
- Laser Arena
- Laser League
- Last Blade, The
- Last Blade 2, The
- Last Bronx
- Last Campfire, The
- Last Chaos
- Last Day of June
- Last Epoch
- Last Door, The
- Last Dynasty, The
- Last Express, The
- Last of Us Part I, The
- Last of Us Part II, The
- Last Remnant, The
- Last Train Home by THQ Nordic
- Lastfight
- Laura et le Secret du diamant
- LawBreakers
- Layers of Fear
- Layers of Fear 2
- LBreakout
- Léa Passion : Mode
- Léa Passion : Vétérinaire
- Léa Passion : Vétérinaire - Amie des animaux
- Léa Passion : Vétérinaire au zoo
- Léa Passion : Vétérinaire en Australie
- Lead and Gold: Gangs of the Wild West
- Leadfoot: Stadium Off-Road Racing
- League of Evil
- League of Legends
- Leelh
- Left 4 Dead
- Left 4 Dead 2
- Left Alive
- Left Behind: Eternal Forces
- Legacy: Dark Shadows
- Legacy of Dorn: Herald of Oblivion
- Legacy of Kain: Soul Reaver
- Legacy of Kain: Soul Reaver 2
- Legacy of Kain: Defiance
- Legacy of Lunatic Kingdom
- Legend of Crystal Valley, The
- Legend of Foresia : La Contrée interdite
- Legend of Grimrock
- Legend of Grimrock 2
- Legend of Heroes II, The: Prophecy of the Moonlight Witch
- Legend of Heroes III, The: Song of the Ocean
- Legend of Heroes, The: A Tear of Vermillion
- Legend of Heroes, The: Trails in the Sky
- Legend of Heroes, The: Trails in the Sky Second Chapter
- Legend of Heroes, The: Trails in the Sky the 3rd
- Legend of Heroes, The: Trails of Cold Steel
- Legend of Heroes, The: Trails of Cold Steel II
- Legend of Heroes, The: Trails of Cold Steel III
- Legend of Heroes, The: Trails of Cold Steel IV
- Legend of Heroes VII, The
- Legend of Kay
- Legend of Kyrandia, The
- Legend of Kyrandia, The: Hand of Fate
- Legend of Kyrandia, The: Malcolm's Revenge
- Legend of Marrow
- Legend of Mir II, The
- Legend of Mir 3, The
- Legend of the Skyfish
- Legendary
- Légende : La Guerre des dragons
- Légende de Beowulf, La
- Légende de Korra, La
- Légende du prophète et de l'assassin, La
- Legends of Might and Magic
- Legends of Norrath
- Legends of Pegasus
- Legends of Runeterra
- Legion
- Legion Arena
- Lego Alpha Team
- Lego Batman, le jeu vidéo
- Lego Batman 2: DC Super Heroes
- Lego Batman 3 : Au-delà de Gotham
- Lego Chess
- Lego City Undercover
- Lego Creator
- Lego Creator : Harry Potter
- Lego Creator : Harry Potter et la Chambre des secrets
- Lego Creator: Knights' Kingdom
- Lego DC Super-Vilains
- Lego Drome Racers
- Lego Football Mania
- Lego Harry Potter : Années 1 à 4
- Lego Harry Potter : Années 5 à 7
- Lego Indiana Jones : La Trilogie originale
- Lego Indiana Jones 2 : L'aventure continue
- Lego Jurassic World
- Lego Le Hobbit
- Lego Le Seigneur des anneaux
- Lego Legends of Chima Online
- Lego Les Indestructibles
- Lego Loco
- Lego Marvel Super Heroes
- Lego Marvel Super Heroes 2
- Lego Marvel's Avengers
- Lego Minifigures Online
- Lego Ninjago, le film : Le Jeu vidéo
- Lego Pirates des Caraïbes, le jeu vidéo
- Lego Racers
- Lego Racers 2
- Lego Rock Raiders
- Lego Star Wars, le jeu vidéo
- Lego Star Wars II : La Trilogie originale
- Lego Star Wars : La Saga complète
- Lego Star Wars III: The Clone Wars
- Lego Star Wars : Le Réveil de la Force
- Lego Star Wars : La Saga Skywalker
- Lego Stunt Rally
- Lego Universe
- Lego Worlds
- Legoland
- Leisure Suit Larry VI : Tu t'accroches ou tu décroches !
- Leisure Suit Larry's Greatest Hits and Misses!
- Leisure Suit Larry: Love for Sail!
- Leisure Suit Larry's Casino
- Leisure Suit Larry: Magna Cum Laude
- Leisure Suit Larry: Box Office Bust
- Leisure Suit Larry: Reloaded
- Leisure Suit Larry: Wet Dreams Don't Dry
- Lemmings
- Lemmings Paintball
- Lemmings Revolution
- Lemmings X-Mas
- Lemonade Tycoon
- Lemonade Tycoon 2
- Leo's Fortune
- Let Them Come
- Let's Ride!
- Let's Ride! Corral Club
- Let's Ride! Dreamer
- Let's Ride! Friends Forever
- Let's Ride! Riding Star
- Let's Ride! The Rosemond Hill Collection
- Let's Ride! Silver Buckle Stables
- Lethal League
- Lethal League Blaze
- Lethis: Daring Discoverers
- Lethis: Path of Progress
- Level R
- Leviathan: The Last Day of the Decade
- LFP Manager 2003
- LFP Manager 2004
- LFP Manager 2005
- LFP Manager 06
- LFP Manager 07
- LFP Manager 08
- LFP Manager 09
- LFP Manager 10
- LFP Manager 11
- LFP Manager 12
- LFP Manager 13
- LFP Manager 14
- Liberated
- Liberation Day
- Lichdom: Battlemage
- Lies of P (NEOWIZ)
- Lies Beneath
- Life Goes On
- Life in Bunker
- Life Is Feudal: Your Own
- Life on Earth: Reimagined – Beta Demo (SEGA Genesis) (alphabetagamer)
- Life Is Strange
- Life Is Strange: Before the Storm
- Life Is Strange 2
- Life Simulation : Zones d'urgence
- Lifeforce Tenka
- Lifeless Planet
- Light of Altair
- Lighthouse: The Dark Being
- Lightmatter
- Lightning Returns: Final Fantasy XIII
- Lightweight Ninja
- Lilo et Stitch : Ouragan sur Hawaï
- Lily: Colors of Santa Luz
- Limbo
- Limbo of the Lost
- Line of Sight
- Line of Sight: Vietnam
- Line Rider: Freestyle
- Line Rider 2: Unbound
- Lineage
- Lineage II
- Lineage Eternal
- Linelight
- Links LS 1998
- Links LS 1999
- Links LS 2000
- Links 2001
- Links 2003
- Lion's Song, The
- Lionheart: Legacy of the Crusader
- Liquid War
- LIT
- Litil Divil
- Little Big Adventure
- Little Big Adventure 2
- Little Britain: The Video Game
- Little Busters!
- Little Dragons Café
- Little Hope
- Little Inferno
- Little King's Story
- Little Misfortune
- Little Nightmares
- Little Nightmares 2
- Little Witch Academia: Chamber of Time
- Littlest Pet Shop
- Live for Speed
- Livre de la jungle, Le
- Livre de la jungle, Le : Groove Party
- LNF Football Manager 2001
- LNF Manager 99
- LNF Manager 2000
- LNF Manager 2001
- LNF Manager 2002
- LNF Stars 2001
- LNH Handball Manager 2007
- LNH Handball Manager 2008
- Loadout
- Loch Ness
- Lock On
- Lock's Quest Remastered
- Lockheed Martin Prepar3D
- LocoCycle
- Lode Runner
- Lode Runner 2
- Lode Runner: The Legend Returns
- Lode Runner Online: The Mad Monks' Revenge
- Loki
- London Racer
- London Racer II
- London Taxi: Rushour
- Londres 2012
- Lone Echo
- Lone Survivor
- Longest Five Minutes, The
- Long Dark, The
- Longest Journey, The
- Loot Rascals
- Lords of EverQuest
- Lords of Magic
  - Lords of Magic: Les Légendes d'Urak
- Lords of Midnight, The
- Lords of the Fallen
- Lords of the Realm
- Lords of the Realm II
  - Lords of the Realm II: Siege Pack
- Lords of the Realm III
- Lost : Les Disparus, le jeu vidéo
- Lost Ark
- Lost At Sea
- Lost Crown, The: A Ghost-Hunting Adventure
- Lost Dimension
- Lost Ember
- Lost Empire
- Lost Horizon
- Lost Horizon 2
- Lost Island of Alanna, The
- Lost Planet: Extreme Condition
- Lost Planet 2
- Lost Planet 3
- Lost Sphear
- Lost Words: Beyond the Page
- LostWinds
- LostWinds: Winter of the Melodias
- Lotus Challenge
- Louvre : L'Ultime Malédiction
- Lovely Planet
- Lovers in a Dangerous Spacetime
- Lucas, fourmi malgré lui
- Lucidity
- Lucius
- Lucius II
- Lucius III
- Lucky Luke
- Lucky Luke : La Fièvre de l'ouest
- Lucky Luke : Sur la piste des Dalton
- Luftrausers
- Luftwaffe Commander
- Lugaru
- Lula: The Sexy Empire
- Lula Virtual Babe
- Lula Flipper
- Lula : Pimperator contre-attaque
- Lula 3D
- Lumines
- Lumino City
- Lumo
- Lunar Flight
- Lunar: Silver Star Story Complete
- Luxor
- Luxor: Amun Rising
- Luxor 2
- Luxor 3
- Luxor: Quest for the Afterlife
- Luxor Adventures
- Luxor 5th Passage
- Luxor Evolved
- Luxor Mahjong
- Luxuria Superbia
- Lyle in Cube Sector

| Sommaire : | Haut - A B C D E F G H I J K L M N O P Q R S T U V W X Y Z 0-9 |